# Friedrich von Bodelschwingh fils
Pour les articles homonymes, voir Friedrich von Bodelschwingh.
 (août 2023).
Si vous disposez d'ouvrages ou d'articles de référence ou si vous connaissez des sites web de qualité traitant du thème abordé ici, merci de compléter l'article en donnant les références utiles à sa vérifiabilité et en les liant à la section « Notes et références ».
Friedrich von Bodelschwingh fils (né le 14 août 1877 dans le quartier de Bethel, à Bielefeld (province de Westphalie), mort le 4 janvier 1946 dans le quartier de Bethel), ainsi nommé pour le différencier de son père également très connu, fut un théologien protestant allemand et un grand défenseur de la santé publique. Il était le fils de Friedrich von Bodelschwingh père, pasteur et fondateur de la très importante œuvre protestante pour les épileptiques de Bielefeld et des premières caisses d'épargne destinées à financer la construction de logements en Allemagne.

## Au service de la santé publique
Friedrich travailla d'abord en collaboration avec son père dans l'établissement fondé par ce dernier. Ce travail auprès des pauvres et des handicapés le conduisit à s'inquiéter de la fréquence des anomalies génétiques et de l’accroissement du nombre de personnes handicapées en Allemagne. Le 29 janvier 1929, il qualifiait de "catastrophique" cet "accroissement du nombre des faibles de corps et d'esprit."

## Évêque chrétien-allemand
Dès sa prise de pouvoir, le parti nazi tenta d'embrigader les protestants à travers le mouvement des Chrétiens allemands qui prit le pouvoir au sein de l'Église protestante du Reich constituée en 1933. Des initiatives de résistance voient le jour en opposition à cette mainmise. Les 3 et 4 avril 1933, les représentants des Chrétiens allemands réunis à Berlin exigèrent la démission de tous les exécutifs des 28 synodes régionaux allemands et la fusion immédiate de toutes les structures ecclésiales en une seule église protestante allemande soumise à l'autorité d'un unique évêque.
Le 27 mai 1933, Friedrich von Bodelschwingh fils fut élu à cette charge Mais comme il ne faisait pas partie des Chrétiens allemands, ceux-ci s’opposèrent à son élection. Le gouvernement prussien pronazi conduit par Hermann Goering cassa donc cette élection et abolit les organisations religieuses libres le 24 juin.

## Opposant au nazisme
Bien qu'il ait étudié la stérilisation forcée pour régler le problème des handicapés dans la société, Friedrich von Bodelschwingh avait exclu l'euthanasie. Opposé donc à toute euthanasie des handicapés telle que celle préconisée par les Nazis, Friedrich von Bodelschwingh demanda à ce qu'on l'euthanasie avec eux si tel devait être le sort de ses patients et protégés de l'institution de Bethel à Bielfeld. Tous furent épargnés.[réf. nécessaire]

## Mort et reconnaissance posthume
Après la fin de la guerre, Bodelschwingh créa au travers de l'institution de Béthel le service de recherches de Béthel pour aider à les familles à retrouver leurs membres dispersés par la guerre. Il mourut en janvier 1946.
Friedrich von Bodelschwingh a été représenté sur quatre timbres-poste allemands : en 1952 dans le cadre d'une série « au service de l'humanité » (« Helfer der Menschheit »), en 1967 pour le 100e anniversaire des hospices de Bethel, en 1977 pour le 100e anniversaire de sa naissance et en 1996 pour le 50e anniversaire de sa mort.

## Les institutions Von Bodelschwingh aujourd'hui
Les hospices de Bethel sont toujours en activité, et traitent ou assistent 14 000 personnes, au travers de leurs cliniques, homes d'accueil, écoles, écoles maternelles, thérapies de groupe et magasins pour handicapés.